# Жаденська сільська рада
Жа́денська сільська́ ра́да — орган місцевого самоврядування в Дубровицькому районі Рівненської області. Адміністративний центр — село Жадень.

## Загальні відомості
- Жаденська сільська рада утворена в 1944 році.
- Територія ради: 79,873 км²
- Населення ради: 980 осіб (станом на 2001 рік)

## Населені пункти
Сільській раді підпорядковані населені пункти:
- с. Жадень

## Історія
4 листопада 2015 року Жаденська сільрада увійшла до новоствореної Миляцької сільської ОТГ. 11 листопада 2015 року виключена з облікових даних.

## Населення
Згідно з переписом УРСР 1989 року чисельність наявного населення сільської ради становила 935 осіб, з яких 450 чоловіків та 485 жінок.
За переписом населення України 2001 року в сільській раді мешкали 963 особи.
Станом на 1 січня 2011 року населення сільської ради становило 997 осіб.

### Мова
Розподіл населення за рідною мовою за даними перепису 2001 року:
| Мова       | Відсоток |
| ---------- | -------- |
| українська | 99,29 %  |
| білоруська | 0,51 %   |
| російська  | 0,20 %   |

### Вікова і статева структура
Структура жителів сільської ради за віком і статтю (станом на 2011 рік):
| Вік   | Чоловіків | Жінок | Разом |
| ----- | --------- | ----- | ----- |
| 0-17  | 176       | 155   | 331   |
| 18-39 | 156       | 163   | 319   |
| 40-59 | 103       | 74    | 177   |
| 60+   | 65        | 105   | 170   |
| Разом | 500       | 497   | 997   |

### Соціально-економічні показники
| Працездатне населення | Працездатне населення | Працездатне населення | Працездатне населення | Працездатне населення | Працездатне населення | Непрацездатне населення | Непрацездатне населення | Непрацездатне населення | Непрацездатне населення | Непрацездатне населення | Непрацездатне населення | Все населення |
| Чоловіки              | Чоловіки              | Жінки                 | Жінки                 | Разом                 | Разом                 | Чоловіки                | Чоловіки                | Жінки                   | Жінки                   | Разом                   | Разом                   | 997           |
| ос.                   | %                     | ос.                   | %                     | ос.                   | %                     | ос.                     | %                       | ос.                     | %                       | ос.                     | %                       | 997           |
| --------------------- | --------------------- | --------------------- | --------------------- | --------------------- | --------------------- | ----------------------- | ----------------------- | ----------------------- | ----------------------- | ----------------------- | ----------------------- | ------------- |
| 208                   | 20                    | 217                   | 21                    | 425                   | 42                    | 93                      | 9                       | 151                     | 15                      | 244                     | 24                      | 997           |

| Зайняті  | Зайняті  | Зайняті | Зайняті | Зайняті | Зайняті | Безробітні | Безробітні | Безробітні | Безробітні | Безробітні | Безробітні | Все населення |
| Чоловіки | Чоловіки | Жінки   | Жінки   | Разом   | Разом   | Чоловіки   | Чоловіки   | Жінки      | Жінки      | Разом      | Разом      | 997           |
| ос.      | %        | ос.     | %       | ос.     | %       | ос.        | %          | ос.        | %          | ос.        | %          | 997           |
| -------- | -------- | ------- | ------- | ------- | ------- | ---------- | ---------- | ---------- | ---------- | ---------- | ---------- | ------------- |
| 45       | 5        | 66      | 7       | 111     | 11      | 163        | 16         | 151        | 15         | 314        | 32         | 997           |

| Дорослі | Діти | Пенсіонери | Інваліди Німецько-радянської війни | Учасники бойових дій | Інваліди всіх груп і категорій | Люди, які обслуговуються служб. соц. допом. на дому | Неповні сім'ї | Діти з неповних сімей | Багатодітні сім'ї | Діти з багатодітних сімей | Діти-інваліди | Діти-сироти | Одинокі багатодітні матері |
| ------- | ---- | ---------- | ---------------------------------- | -------------------- | ------------------------------ | --------------------------------------------------- | ------------- | --------------------- | ----------------- | ------------------------- | ------------- | ----------- | -------------------------- |
| 642     | 337  | 267        | 1                                  | 2                    | 82                             | 21                                                  | 12            | 19                    | 60                | 227                       | 9             | -           | 3                          |

## Вибори
Станом на 2011 рік кількість виборців становила 656 осіб.

## Склад ради
Рада складається з 14 депутатів та голови.
- Голова ради: Рожко Геннадій Степанович
- Секретар ради: Денищич Наталія Кирилівна

### Керівний склад попередніх скликань
| Прізвище, ім'я, по батькові | Основні відомості                                                                     | Дата обрання | Дата звільнення |
| --------------------------- | ------------------------------------------------------------------------------------- | ------------ | --------------- |
| Рожко Геннадій Степанович   | Сільський голова, 1972 року народження, освіта вища, член Української Народної Партії | 26.03.2006   | 31.10.2010      |
| Рожко Геннадій Степанович   | Сільський голова, 1972 року народження, освіта вища, безпартійний                     | 31.10.2010   |                 |

Примітка: таблиця складена за даними сайту Верховної Ради України